# آغاچ‌لی (جیحان)
آغاچ‌لی {{ترکی|Ağaçlı) (به کردی: Anavarze) یک منطقهٔ مسکونی در ترکیه است که در جیحان واقع شده‌است.